# Otto Liebknecht
Pour les articles homonymes, voir Liebknecht.
August Wilhelm Otto Eduard Liebknecht, né le 13 janvier 1876 à Leipzig et mort le 21 juin 1949 à Berlin, est un chimiste allemand. Entre autres, il a développé un procédé pour la production de l'agent de blanchiment perborate de sodium. Chimiste chez Degussa, il s'est consacré aux procédés de synthèse avec un total de 58 brevets. Il fut nommé professeur à l'Université Humboldt de Berlin, et est considéré comme un spécialiste de la chimie organique dans la recherche et l'enseignement de la première moitié du XXe siècle.
Ses origines familiales marquées par le socialisme, et l'implication politique de sa famille à différentes périodes de l'Allemagne (empire, république, dictature nazie, guerre et occupation), ont eu à plusieurs reprises des répercussions sur sa carrière.

## Origine et études (jusqu'en 1900)
Otto Liebknecht était le troisième de cinq fils du cofondateur socialiste du SPD Wilhelm Liebknecht et de sa seconde épouse Natalie née Reh. Contrairement à son père et à ses deux frères aînés, le cofondateur du KPD Karl Liebknecht assassiné en 1919, et le dernier président de l'USPD Theodor Liebknecht, Otto Liebknecht n'est pas actif en politique, bien qu'il ait aussi été membre du SPD pendant de nombreuses années, et qu'il ait soutenu le mouvement ouvrier au sein des entreprises. Il obtient son doctorat en 1899 auprès d'Arthur Rosenheim dans son laboratoire scientifique et chimique privé Berlin N avec sa thèse À propos des acides oxygénés de l'iode. Son adhésion au parti social-démocrate complique sa carrière scientifique à l'époque wilhelmienne. Au tournant du siècle, il n'est pas facile pour les sociaux-démocrates de prendre pied dans la carrière scientifique et académique de la haute fonction publique en raison de la politique conservatrice de la monarchie d'alors.

## Carrière et recherche chez Degussa (1900 à 1925)
Il décroche un emploi en juillet 1900 dans le laboratoire de recherche de la Deutsche Gold- und Silber-Scheideanstalt (Degussa]) à Francfort-sur-le-Main, où il travaille, par exemple, sur un procédé de préparation et de purification de l'indigo. Dans les cercles scientifiques, cependant, Liebknecht se fait connaître principalement pour ses recherches sur la production de perborate de sodium, un agent de blanchiment automatique. Bien que le Français François Jaubert ait déjà déposé un brevet neuf mois avant lui, Liebknecht développe un processus de synthèse plus efficace et plus abouti qui favorise son entreprise. Avec le développement de ce procédé, il est considéré comme l'un des inventeurs de la lessive Persil.
Malgré sa position chez Degussa, il milite pour les intérêts de la main-d'œuvre ouvrière, et en 1920 il devient président du premier comité d'entreprise de Degussa.

## Années mouvementées à Berlin (1925 à 1949)
En 1925, c'est la rupture avec Degussa. Des différends avec la direction de l'entreprise conduisent à un litige judiciaire sur la qualité de son travail, qui se solde par un règlement après son licenciement. Liebknecht déménage à Neubabelsberg près de Berlin dans une villa près du Griebnitzsee. A Berlin, il travaille de 1925 à 1939 comme chimiste en chef chez Permutit AG. Entre 1931 et 1935, il enseigne  à l' Université Humboldt de Berlin. À partir de 1943, il est consultant scientifique indépendant pour Th.Goldschmidt AG à Essen.
Pendant la période nationale-socialiste, Otto Liebknecht vit avec sa femme Elsa (née Friedland) dans sa maison de Griebnitzsee jusqu'en 1945. Que lui et sa femme, malgré leur origine juive aient survécu relativement indemnes au régime antisémite nazi, est dû aux caractères indispensables des services qu'il pouvait rendre en tant que chimiste. Néanmoins, il est considéré avec méfiance et interrogé à plusieurs reprises par la Gestapo en raison des activités politiques des membres de sa famille et de leur départ en exil en Russie et aux Pays-Bas. Le couple Liebknecht quitte sa maison après la Seconde Guerre mondiale, car les forces d'occupation soviétiques ont réquisitionné toutes les villas autour du Griebnitzsee pour leurs propres besoins.
Le SED, la nouvelle direction politique de la zone d'occupation soviétique soutient Otto Liebknecht en raison de ses origines et de ses liens avec l'histoire du socialisme en Allemagne. À la suggestion de Wilhelm Pieck, qui devint plus tard le premier (et unique) président d'État de la RDA, il est nommé professeur de chimie organique et minérale à la Friedrich-Wilhelms-Universität Berlin, située dans le secteur est de la ville, et renommée Université Humboldt de Berlin en 1949.
Liebknecht succombe la même année à un cancer, à l'âge de 73 ans.